# Mittelstand

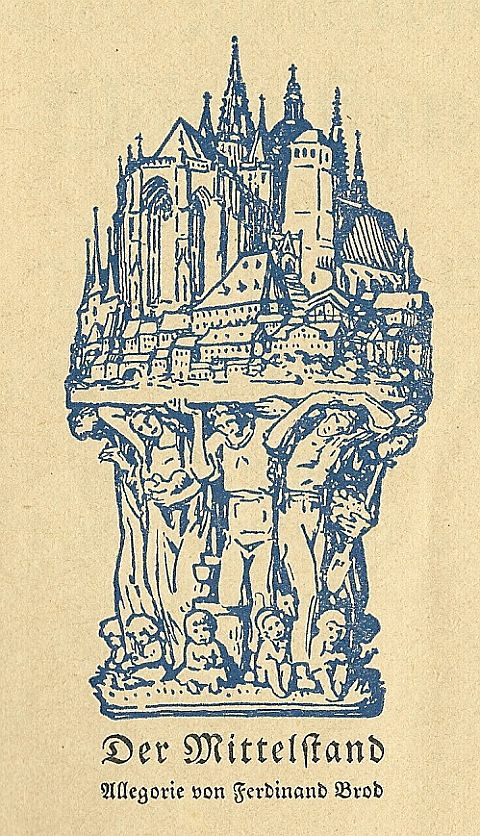
Darstellung der tragenden Rolle des Mittelstandes in Walter Wilhelms „Mission des Mittelstandes“ (1925)

Als (gewerblicher) Mittelstand werden im deutschsprachigen Raum (mit Ausnahme der Schweiz, siehe Mittelschicht) je nach gewählter Definition die Gesamtheit aller Unternehmen bezeichnet, die als kleines oder mittleres Unternehmen gelten (nicht mehr als 500 Beschäftigte und nicht mehr als 50 Mio. € Jahresumsatz), oder bei denen noch mindestens ein wirtschaftlich unabhängiges Gründungsmitglied beteiligt ist. Eine  allgemein gültige und akzeptierte Definition gibt es nicht.
Der Ausdruck aus der Ständegesellschaft bekam diese Hauptbedeutung erst in jüngeren Jahren. Im Duden steht er noch im Jahre 2001 für die Mittelschicht. Besonders in der Schweiz wird er weiterhin so benutzt.
Mangels äquivalenter Übersetzungen hat das Wort als Lehnwort mittelstand in die englische und spanische Sprache Eingang gefunden.

## Quantitative Definitionen
Quantitativ bezieht sich der Mittelstandsbegriff auf Unternehmen aller Branchen einschließlich des Handwerks und der Freien Berufe, die eine bestimmte Größe nicht überschreiten. Hilfsweise werden zur Größenbestimmung der Jahresumsatz, die Anzahl der Arbeitsplätze und/oder die Bilanzsumme herangezogen.
Da sich die prägenden qualitativen Merkmale des Mittelstands (Geschäftsführung, Eigentumsverhältnisse, wirtschaftliche Unabhängigkeit) aus den amtlichen Statistiken nur unzureichend ablesen lassen, wird seine zahlenmäßige und volkswirtschaftliche Bedeutung häufig mit Hilfe der KMU-Definition des Instituts für Mittelstandsforschung (IfM) in Bonn geschätzt.
Tatsächlich erfüllt auch die Mehrheit der kleinen und mittleren Unternehmen (KMU) die qualitativen Kriterien des Mittelstandsbegriffes. Zugleich zählen aber auch Familienunternehmen mit mehr als 500 Beschäftigten oder mehr als 50 Millionen Euro Jahresumsatz zum Mittelstand, wenn sie die oben genannten Kriterien erfüllen. Kleine und mittlere Unternehmen, die in Abhängigkeit zu einem anderen Unternehmen stehen, erfüllen hingegen die Definition nicht.
Die KfW-Bankengruppe definiert den Mittelstand über einen maximalen Jahresumsatz von 50 Millionen Euro. Unternehmen, deren Umsatz darüber liegt, können sich nicht für bestimmte staatliche Förderungen aus dem Hause der KfW-Bankengruppe bewerben. Im internationalen Vergleich wird das Small Business oder das mittelgroße Unternehmen anhand einer Obergrenze definiert, die je nach Staat zwischen 100 und 500 Beschäftigten variiert.
Zum Vergleich: Kleine und mittlere Unternehmen sind nach einer Empfehlung der Europäischen Kommission zu Unternehmens-Größenklassen Firmen mit weniger als 250 Mitarbeitern und weniger als 50 Millionen Euro Jahresumsatz.

## Qualitative Definition
Der Mittelstand ist gekennzeichnet durch die Einheit von Eigentum, Leitung, Haftung und Risiko, d. h. durch die Einheit von wirtschaftlicher Existenz und Führung sowie die verantwortliche Mitwirkung der Unternehmensführung an allen unternehmenspolitisch relevanten Entscheidungen.

## Volkswirtschaftliche Bedeutung
Die volkswirtschaftliche Bedeutung des gewerblichen Mittelstands wird in der Regel auf der Basis der KMU-Definition des IfM Bonn berechnet, da die Mehrheit der kleinen und mittleren Unternehmen zum Mittelstand gehört. Zudem sind die prägenden qualitativen Merkmale des Mittelstands (Geschäftsführung, Eigentumsverhältnisse, wirtschaftliche Unabhängigkeit) aus den amtlichen Statistiken nur unzureichend ablesbar.
Demzufolge umfasste der Mittelstand in der Bundesrepublik Deutschland im Jahre 2020
- rund 99,3 % aller umsatzsteuerpflichtigen Unternehmen, in denen knapp
- 54,4 % aller sozialversicherungspflichtigen Beschäftigten angestellt sind,
- rund 33,7 % aller Umsätze erwirtschaftet werden, sowie
- rund 70,6 % aller Auszubildenden ausgebildet werden.[6][7]

Betrachtet man hingegen nur die Familienunternehmen, zeigt sich die volkswirtschaftliche Bedeutung anhand folgender Zahlen:
- Etwa 90,3 % der in Deutschland ansässigen Betriebe und Unternehmen werden als Familienunternehmen geführt.
- Sie tragen etwa 36,7 % zum Umsatz aller Unternehmen bei.
- Sie stellen 55,9 % der Arbeitsplätze.[8]

Der Mittelstand ist keine starre Wirtschaftseinheit – im Gegenteil: Die marktwirtschaftliche Wirtschaftsordnung, die zudem dem internationalen Wettbewerb unterliegt, führt stetig zu strukturellen Veränderungen, die wiederum die Zusammensetzung und Merkmale der Unternehmenslandschaft beeinflussen. So ist seit einigen Jahren die Zunahme von sehr kleinen Einheiten zu beobachten – sogenannte „Solo-Selbstständige“. Hierbei handelt es sich um Existenzgründungen, die nicht darauf angelegt sind, mit der Zeit zu einem kleinen bzw. größeren Unternehmen heranzuwachsen. Stattdessen agieren diese Unternehmer dauerhaft als Einzelpersonen. Auch sind in der jüngsten Vergangenheit neue Formen der Kooperation („Wechselnde Netzwerke“) entstanden: Je nach Projekterfordernissen bilden sich Teams selbstständiger Akteure, die jeweils ihre spezifischen Fähigkeiten und Kompetenzen einbringen – und so gemeinsam effizient arbeiten. Allerdings fühlen sich diese Unternehmer meist nicht als „mittelständisch“. Gleiches gilt für Neugründungen, die noch keine drei Jahre am Markt agieren.
Auf der anderen Seite wächst die Affinität zum Mittelstand mit der Unternehmensgröße und dem Alter: Je älter und je größer die Unternehmen, desto eher verstehen sie sich selbst noch als Mittelstand. Allerdings gehört unter den Unternehmen, die sich selbst für mittelständisch halten, jedes siebte nach der Definition des IfM Bonn nicht mehr dazu, weil sie das Kriterium „Eigentum und Leitung in einer Hand“ nicht mehr erfüllen.
Der Mittelstand in Deutschland geriet im Zuge weiter fortschreitender Globalisierung und weltweit tätiger Kapitalgesellschaften zunehmend unter Wettbewerbsdruck. Um die sich daraus ergebenden Nachteile auszugleichen, haben sich in den zurückliegenden Jahrzehnten mehr und mehr mittelständische Unternehmen zu festen Kooperationen, sogenannten Verbundgruppen, zusammengeschlossen. Als einzelnes Mitglied einer Verbundgruppe bleibt dem jeweiligen Familienunternehmen die unternehmerische Selbständigkeit erhalten, durch gemeinsame überbetriebliche Aktivitäten kann es jedoch eine Marktposition erlangen, mit der sonst nur Großunternehmen aufwarten können. Verbundgruppen treten heute regional, überregional, national oder sogar international auf. Die überbetriebliche Zusammenarbeit der Verbundgruppe wird meist von einer rechtlich eigenständigen Zentrale aus organisiert und bezieht sich auf vielfältige Bereiche wie Einkauf, Marketing, Logistik, IT-Lösungen, Finanzierungsdienstleistungen, Beratung oder Schulung. In Deutschland sind aktuell rund 250.000 Unternehmen aus ungefähr 45 verschiedenen Branchen des Handels, des Handwerks und des Dienstleistungsgewerbes in ca. 400 Verbundgruppen zusammengeschlossen. 320 dieser Gruppen sind über den Zentralverband Gewerblicher Verbundgruppen e. V. (ZGV) mit Sitz in Berlin, Brüssel und Köln interessenpolitisch organisiert.
Die Bedeutung des Mittelstandes wird auch daraus ersichtlich, dass sich u. a. über 160.000 kleine und mittlere Unternehmen mit ca. 4,3 Mio. Arbeitnehmern im Bundesverband mittelständischer Wirtschaft (BVMW) organisiert haben. Schwerpunkt der Verbandsarbeit sind die Bildung von Netzwerken, die Organisation von Veranstaltungen und die politische Interessenvertretung.

## Geographische Verteilung
Nach einer Analyse der Zeitschrift Die Deutsche Wirtschaft befinden sich – nach den absoluten Zahlen – mit über 22 % die meisten mittelständischen Unternehmen in Nordrhein-Westfalen, gefolgt von Bayern (21 %) und Baden-Württemberg (17 %). Schlusslichter sind Bremen, Saarland und Mecklenburg-Vorpommern mit je rund 1 % Anteil.
In das Verhältnis zur Größe nach Einwohnerzahl gesetzt ergibt sich indes eine andere Reihenfolge: Hiernach führen die Stadtstaaten Hamburg und Bremen mit 185 bzw. 182 großen Mittelstandsbetrieben pro eine Million Einwohner vor Bayern (163) und Baden-Württemberg (159).
Auch in der Rangliste der Städte mit den meisten sogenannten „Top-Mittelstandsunternehmen“ liegt Hamburg in dieser Mittelstandsanalyse vorne (329 Unternehmen), vor Berlin (227) und München (188).

## Finanzierung des Mittelstandes
Kleine und mittlere Unternehmen (KMU) sind finanziell gut aufgestellt: Nach Untersuchungen des IfM Bonn und der Universität Siegen im Jahre 2016 erhöht sich ihre Eigenkapitalquote seit Jahren kontinuierlich. Zugleich sinken die Verbindlichkeiten der KMU gegenüber den Kreditinstituten im Verhältnis zur Bilanzsumme. Erstmals weisen die kleinen und mittleren Unternehmen insgesamt dadurch eine höhere Eigenkapitalquote auf als die Großunternehmen. Nur Kleinstunternehmen besitzen trotz hoher Zuwachsraten weiterhin eine geringere Eigenkapitalausstattung.
Ein Grund für diese Entwicklung liegt in den strengeren Vorgaben durch Basel II bzw. III: Um zu verhindern, dass sich ihre Fremdkapitalkonditionen verschlechtern, haben viele kleine und mittlere Unternehmen – ebenso wie die größeren Familienunternehmen – durch einbehaltene Gewinne ihr Eigenkapital erhöht. Positiv unterstützt wurde dies auch durch die Senkung der Unternehmenssteuern. Zugleich bauen viele kleine und mittlere Unternehmen Lieferantenkredite und kurzfristige Bankverbindlichkeiten ab.
Auch wenn die KMU trotz alternativer Finanzierungsinstrumente weiterhin vorrangig auf Bankkredite setzen, wird die Bedeutung der Eigenkapitalfinanzierung vermutlich noch zunehmen. Nahezu alle Unternehmen werden beispielsweise der zunehmenden Digitalisierung mit zusätzlichen Investitionen in Informationstechnologien begegnen müssen, um ihre zukünftige Wettbewerbsfähigkeit zu erhalten. Zur Besicherung von Bankkrediten sind die IT-Technologien jedoch aufgrund der unternehmensspezifischen Lösungen und dem generell hohen Wertverlust wenig geeignet.